# کردی ارکوازی
کردی ارکوازی-بولی(به کردی: بن زار ئەرکووازیانه) یا کردی هزاره‌ای گویش یا لهجه‌ای از کردی جنوبی است که مانند کردی ملکشاهی عناصر فراوانی از زبان کردی کرمانجی دارد و در اصل متعلق به بومیان کُرد در شهر دیاربکر و خوزات در کردستان ترکیه است. اصل این گویش متعلق به ایل ارکوازی بوده و به دلیل مهاجرت جمع کثیری از گویشوران این لهجه زبانی به ایران (ایلام) این لهجه در فلات غربی ایران پراکنده شده است و به دلیل ارتباطات و سکونت و...، گویشوران لهجه ارکوازی در مناطق غربی ایران با گویشوران زبان کردی جنوبی مانند :کردی کلهری، کردی فیلی(ایلامی) و... دستخوش تغییر شده‌است. امروزه به دلیل گسترش شهرنشینی و تغییر اقلیم سکونت این لهجه را فقط می توان در صحبت با افراد قدیمی ایل ارکوازی استخراج کرد. همچنین امروزه مناطق آبدانان، مهران، چوار و بیش از ۳۰ درصد جمعیت شهر ایلام با این لهجه تکلم میکنند.
یکی دیگر از دانشنامه‌های قدیمی کردی، این لهجه را زیر مجموعه گورانی معرفی میکند. این گویش، لهجه رایج در ایلام، چوار و ایل ارکوازی می‌باشد.

## دسته‌بندی گویش ارکوازی
مرکز محدوده مکانی این لهجه در زمره‌ی گویش‌های کردی جنوبی و از نوع کردی ایلامی است. پروفسور ولادیمیر مینورسکی درباره کردی جنوبی چنین مینویسد: گویش کلهری از چهار قسمت تشکیل شده که یکی از آنها فیلی میباشد و او در زمره گویش های فیلی از سه لهجه که با کردی ارکوازی ارتباط دارند، کردی ارکوازی، کردی ایل ارکوازی و کردی چواری را نام می‌برد.

## گویشوران کردی ارکوازی
در دانشنامه ایرانیکا، ایل ارکوازی را به همراه بقیه ایلات استان ایلام در قسمت ایلات کُرد آورده‌است. همچنین دانشنامه ایرانیکا از ایل ارکوازی به عنوان یکی از ایلات و قبایل اصلی استان ایلام یاد کرده است. ایل ارکوازی یکی از ایل های عشایری مهم استان ایلام است. به لحاظ موقعیت اسبق از ایلات معتبر لرستان پیشین بوده است و گروته مردم ایل ارکوازی را از مردم کرد دانسته که به زبان‌ کردی سخن می‌گویند. مردم ایل ارکوازی، زبان کُردی می‌باشد و ایل ارکوازی جزو ایلات کرد ایران است. مردم این ایل اکثریت شیعه اثنا عشری میباشند. مردم عادی و عشایر ایل هزاره بیشتر به دامداری و کشاورزی اشتغال دارند 